# Hinalang Bagasan
Hinalang Bagasan is een bestuurslaag in het regentschap Toba Samosir van de provincie Noord-Sumatra, Indonesië. Hinalang Bagasan telt 2466 inwoners (volkstelling 2010).